# Pacello da Mercogliano

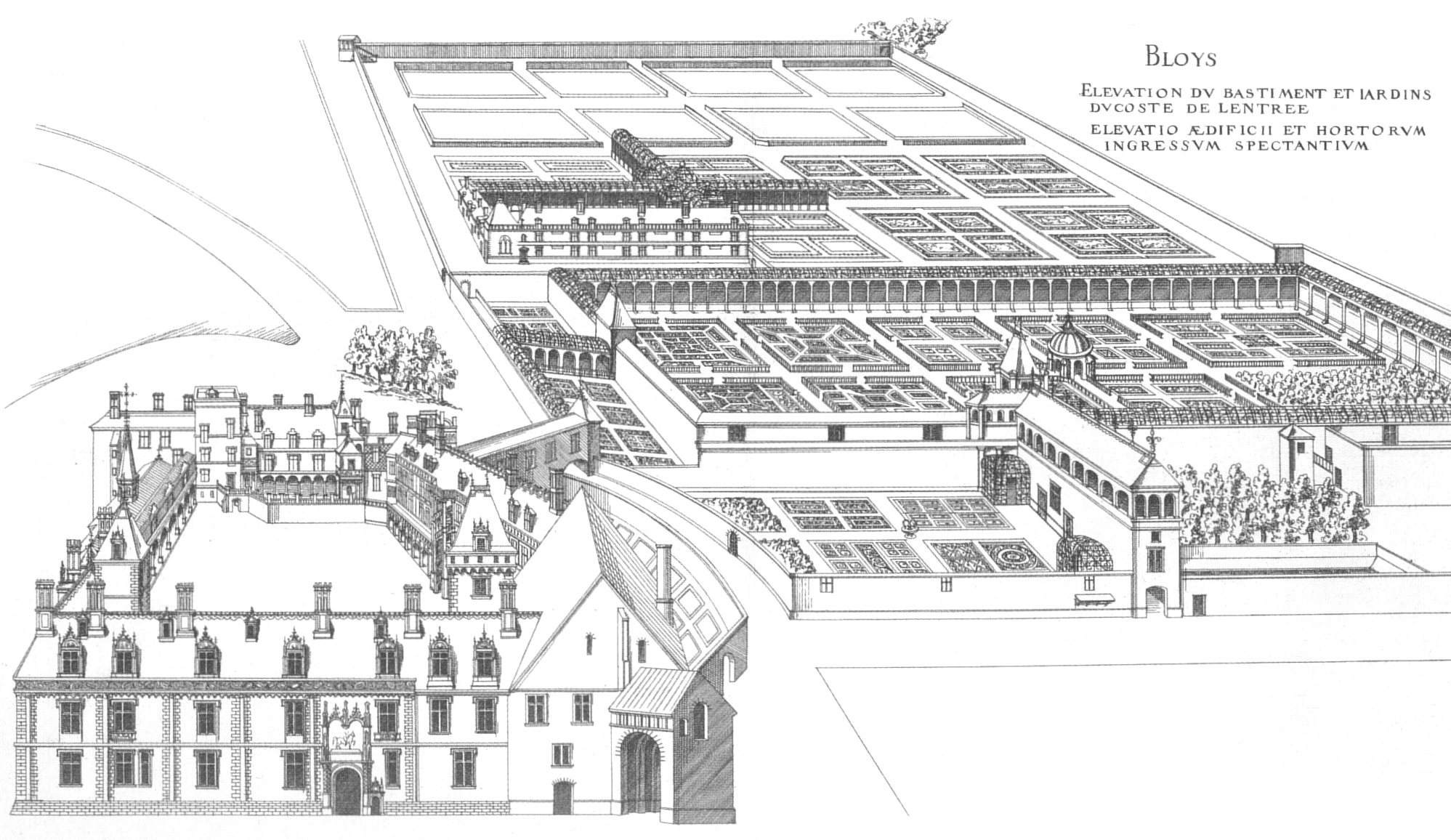
Perspectiva del château de Blois, cuyos jardines fueron concebidos por Pacello da Mercogliano a partir de 1499

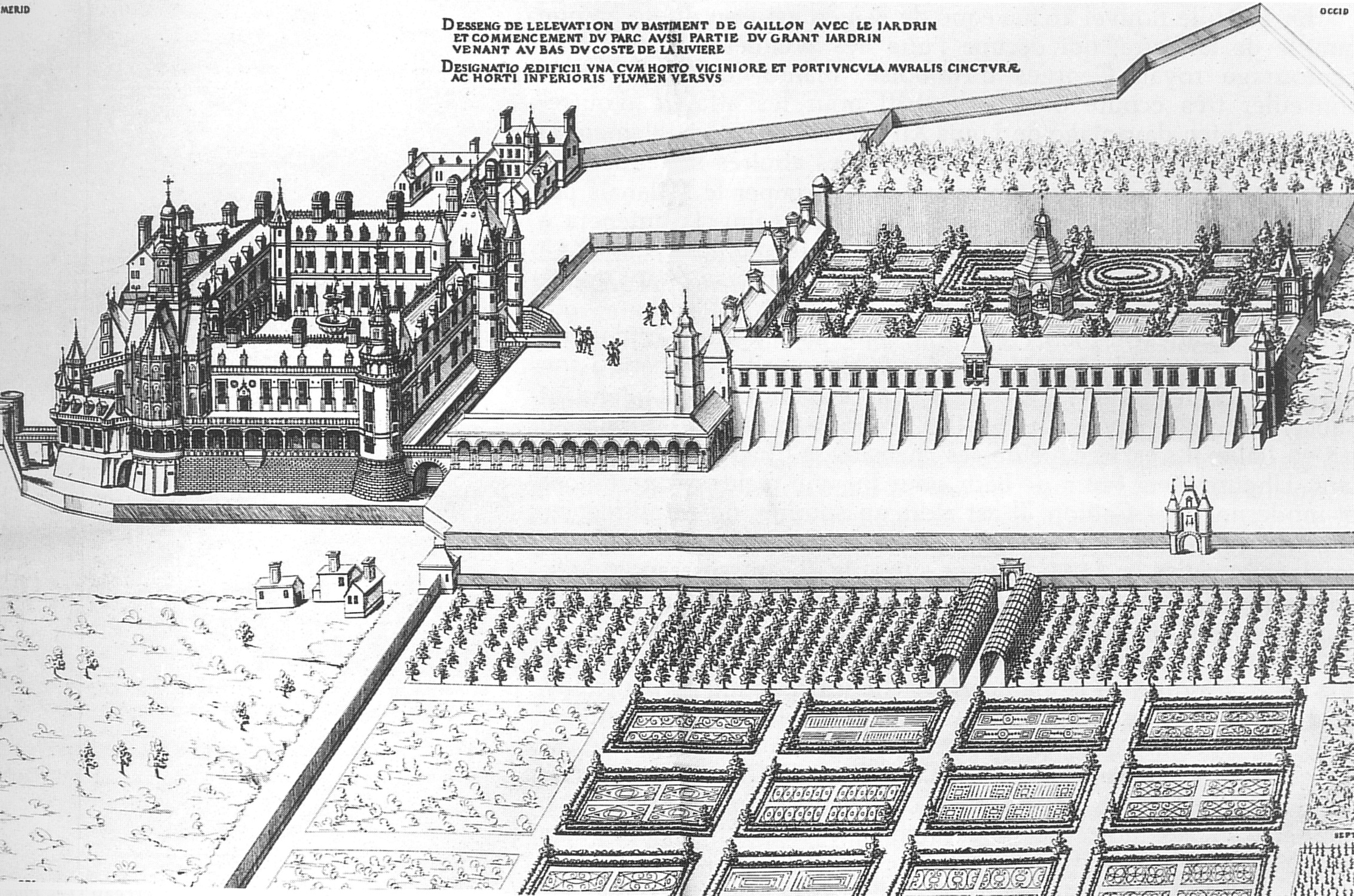
1576 : Perspectiva del château de Gaillon, cuyos jardines fueron concebidos por Pacello da Mercogliano a partir de marzo de 1506

Pacello da Mercogliano (Mercogliano, 1455 -  1534), llamado Dom Pacello da Mercogliano, afrancesado como Pierre de Mercollienne, fue un destacado paisajista e ingeniero hidráulico italiano. Trabajó para el rey de Francia Carlos VIII en castillo de Amboise con la responsabilidad de traer agua desde el Loira hasta los parterres del jardín que proyectó a un lado del castillo. Estaba ayudando al ingeniero-arquitecto  Fray Giovanni Giocondo, que había traducido el informe de Julius Frontino, un ensayo sobre los antiguos acueductos de Roma, De acervo urbae Romanae. Después de la muerte de Carlos VIII en 1498, los mismos hombres siguieron trabajando para el nuevo rey Luis XII en el castillo de Blois, adonde se había trasladado la corte.
En el château de Gaillon, iniciado en 1502, el cardenal Georges d'Amboise le encargó a Pacello la realización de los jardines. Ni allí, ni en el castillo de Amboise ni el castillo de Blois, debido a que los castillos coronaban empinados lugares defendibles, Pacello fue capaz organizar los ejes del jardín y de sus parterres con los de alguna fachada del castillo de una manera significativa, como se estaba convirtiendo en la práctica habitual en las villas italianas.
En los planos de los tres castillos que fueron dibujados después de 1566 y aparecidos en la obra de Jacques Androuet du Cerceau Les plus excellents bastimens de France  (1576) es difícil juzgar lo que aun quedaba en ellos de los proyectos pensados por Pacello y que aún pueda ser reconocible. Sin embargo, puede ser considerado como uno de los espíritus fundadores del jardín a la francesa.